# Parodia columnaris
Parodia columnaris ist eine Pflanzenart aus der Gattung Parodia in der Familie der Kakteengewächse (Cactaceae). Das Artepitheton columnaris stammt aus dem Lateinischen, bedeutet ‚säulenförmig‘ und verweist auf die Wuchsform der Art.

## Beschreibung
Parodia columnaris wächst meist in Gruppen. Die keulenförmigen bis zylindrischen Triebe erreichen Wuchshöhen von bis zu 30 Zentimeter und Durchmesser von 25 Zentimeter. Die zwölf bis 13 niedrigen und mehr oder weniger geraden Rippen sind nicht gehöckert. Die darauf befindlichen weißen Areolen vergrauen im Alter. Die aus den Areolen entspringenden Dornen sind steif und borstenartig. Der einzelne graue Mitteldornen ist leicht abwärts gebogen und 1 bis 2 Zentimeter lang. Die sieben bis acht grauen Randdornen liegen an der Trieboberfläche an und sind 1 bis 1,8 Zentimeter lang.
Die gewöhnlich glockenförmigen hellgelben Blüten erreichen Durchmesser von 0,3 bis 1 Zentimeter und sind bis zu 2,2 lang. Die Blütenröhre ist oberhalb des Perikarpells eingeschnürt. Perikarpell und Blütenröhre sind mit braunen Borsten und Haaren besetzt. Die Narbe ist hellgelb. Die bei Reife fast trockenen Früchte sind mit weißen Haaren besetzt. Sie weisen Durchmesser von bis zu 0,4 Zentimeter auf. Die Früchte enthalten sehr kleine glänzend schwarze Samen.

## Verbreitung, Systematik und Gefährdung
Parodia columnaris ist in den bolivianischen Departamentos Cochabamba und Santa Cruz in Höhenlagen von 1000 bis 1600 Metern verbreitet.
Die Erstbeschreibung durch Martín Cárdenas wurde 1951 veröffentlicht. Ein nomenklatorisches Synonym ist Bolivicactus columnaris (Cárdenas) Doweld (2000).
In der Roten Liste gefährdeter Arten der IUCN wird die Art als „Near Threatened (NT)“, d. h. als gering gefährdet geführt.

## Nachweise